# Avenue Victor-Hugo (Fontenay-sous-Bois)
Pour les articles homonymes, voir Avenue Victor-Hugo.
L'avenue Victor-Hugo est une voie de communication de Fontenay-sous-Bois. Elle suit le tracé de la route départementale D 243.

## Situation et accès
Cette avenue part de la place du 8-Mai-1945 qui est à l'intersection entre le boulevard de Verdun, l'avenue du Maréchal-Joffre et l'avenue de la République. La voie continue en descente en direction du nord-est en serpentant vers le quartier du Haut-Montreuil à la limite entre les communes de Montreuil et Rosny-sous-Bois, toutes deux situées en Seine-Saint-Denis.
Elle se termine dans l'axe de l'avenue de la République à Rosny-sous-Bois, au carrefour de la rue Pierre-Brossolette.

## Origine du nom

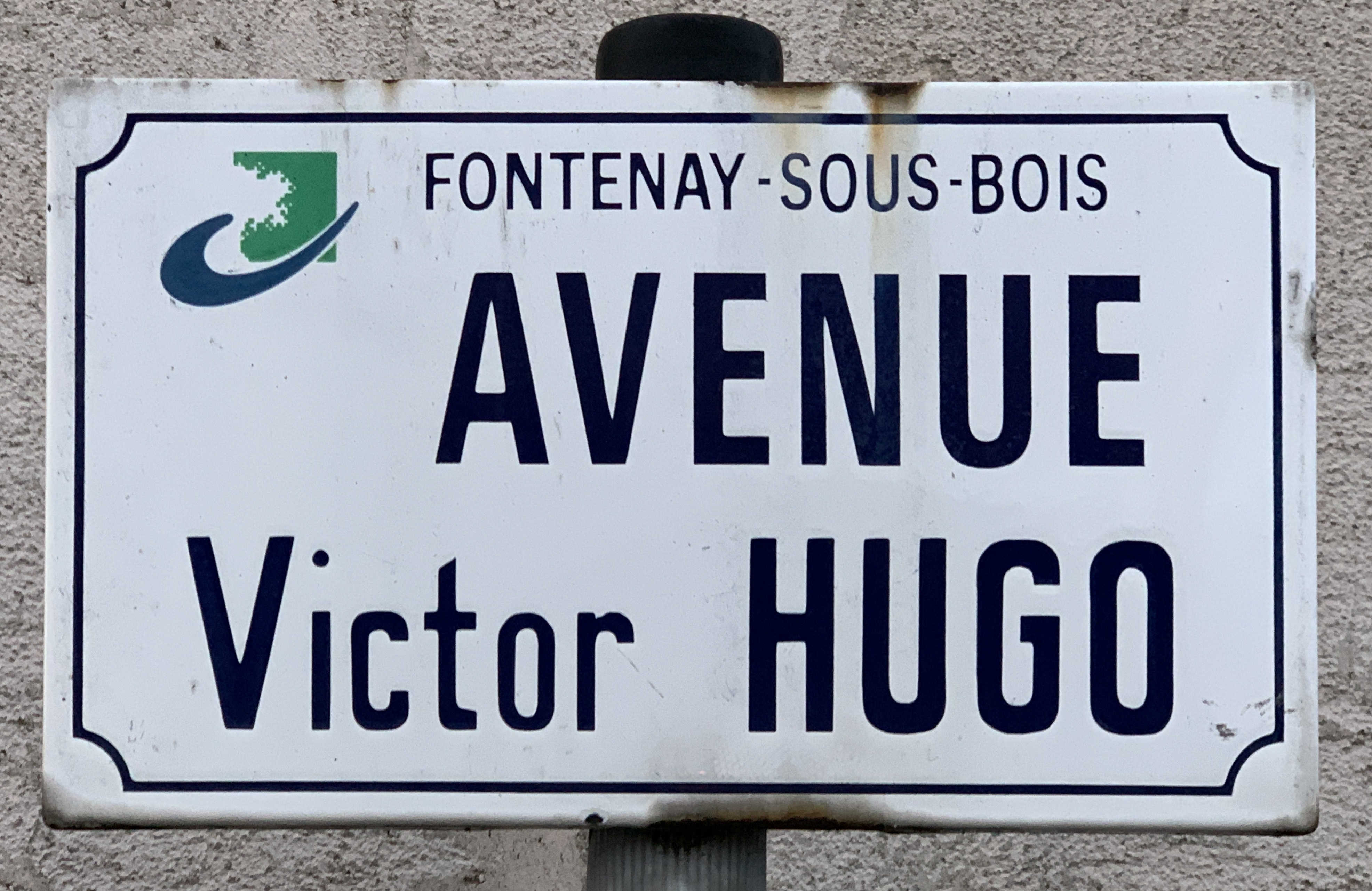
Plaque de l'avenue.

Cette avenue porte le nom du poète, dramaturge, écrivain et homme politique français Victor Hugo (1802-1885).

## Bâtiments remarquables et lieux de mémoire
- Église Sainte-Thérèse de Fontenay-sous-Bois, construite en 1939.
- Cimetière nouveau de Vincennes
- Mosquée Essalam

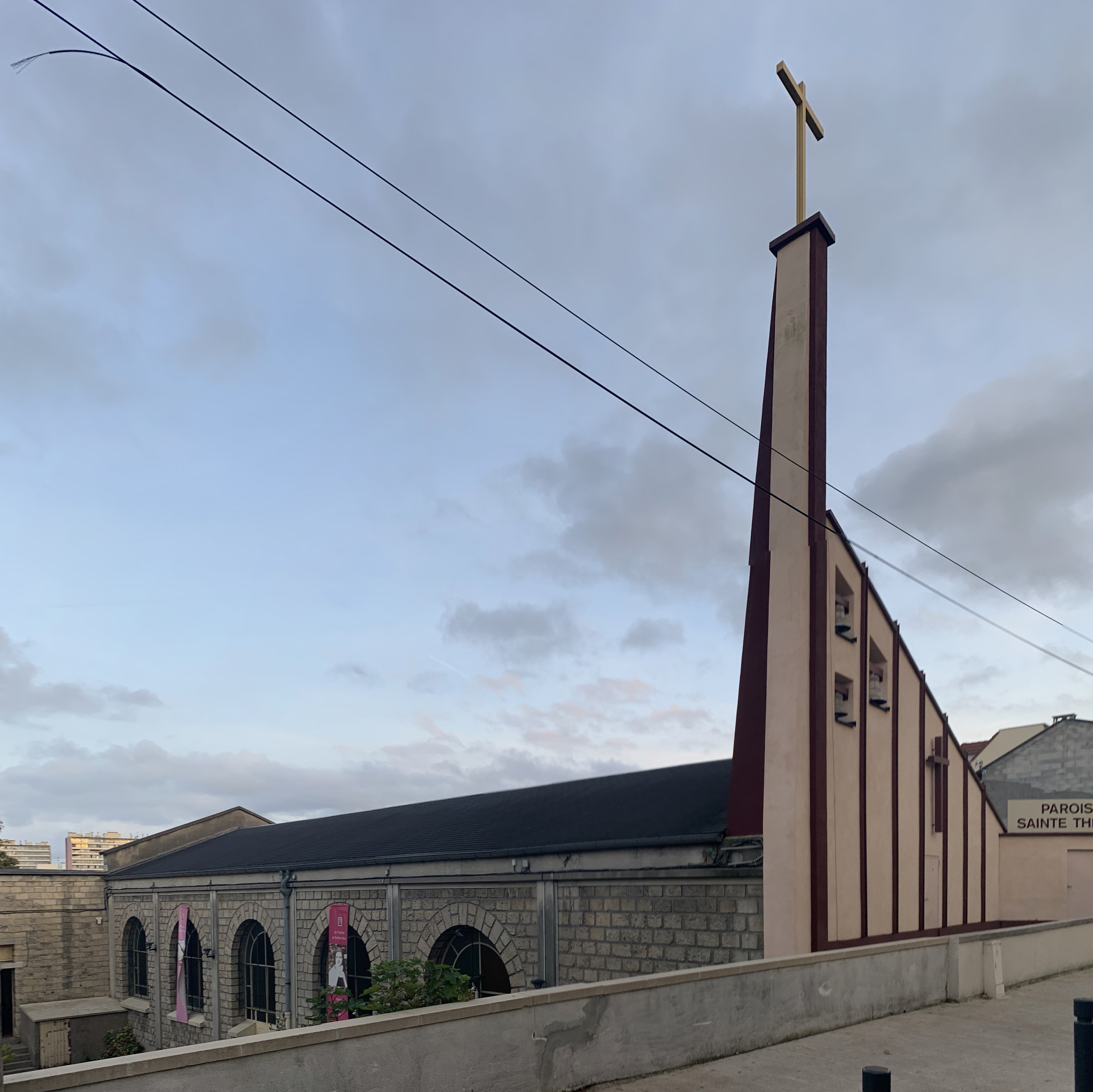
Église Sainte-Thérèse.
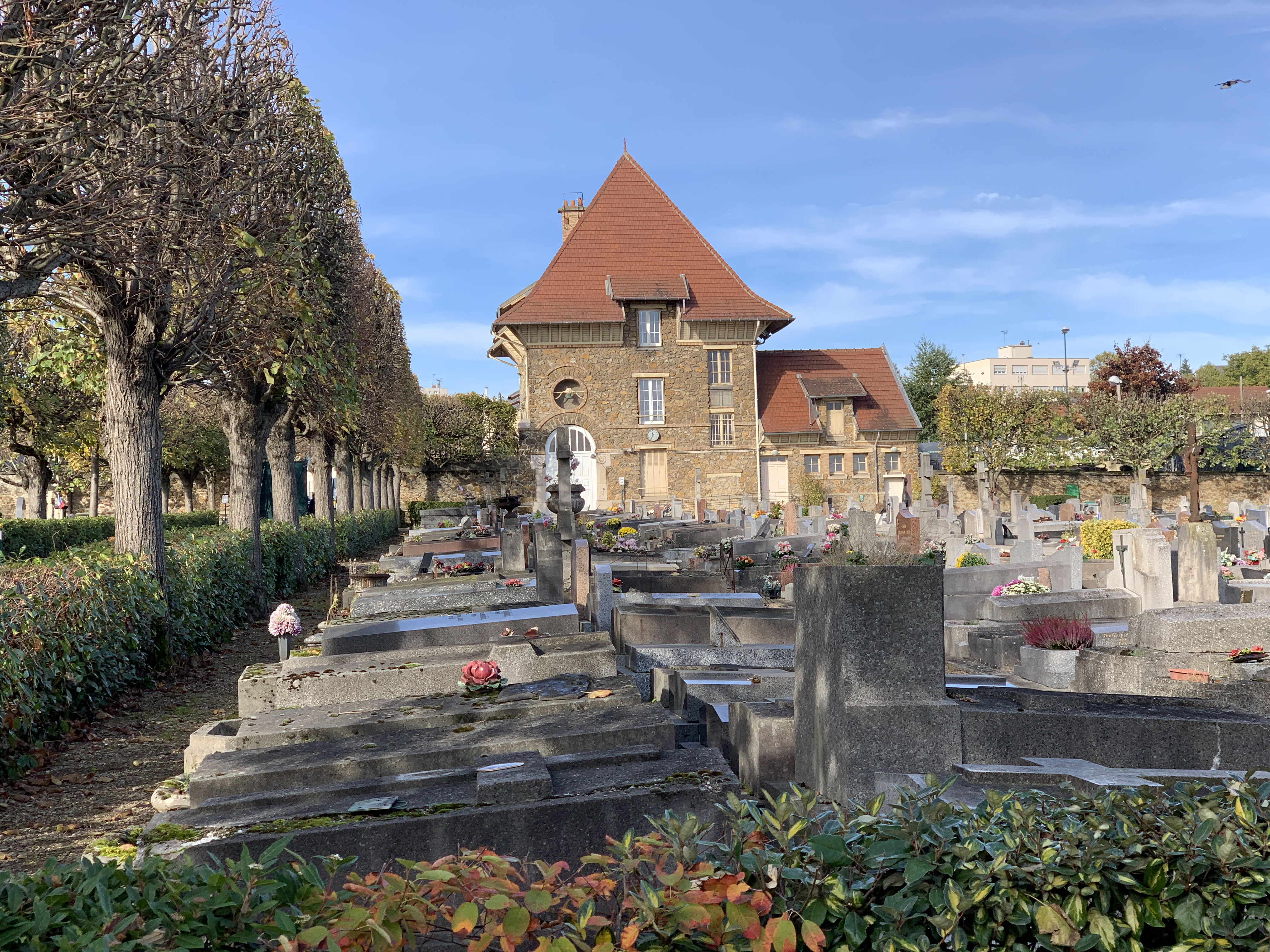
Cimetière nouveau de Vincennes.
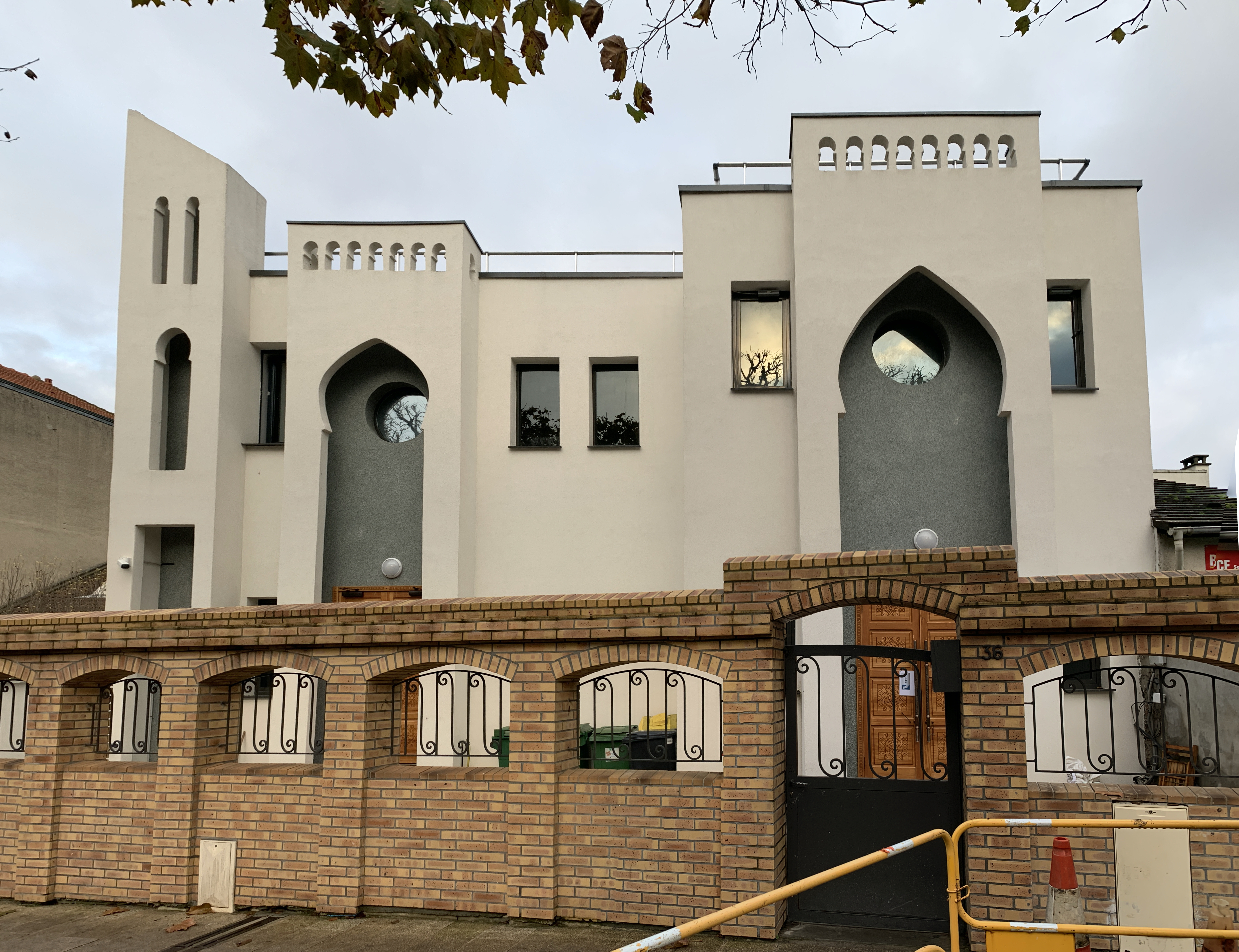
Mosquée Essalam.